# Idioma totoró
El totoró es una lengua indígena de la familia Barbacoa. Es originaria y hablada en el municipio de Totoró, departamento del Cauca por algunas decenas de personas del grupo étnico Totoroez o Tontotuna. El Totoró es una lengua en peligro de extinción ya que, de unos 9 mil indígenas Totoroez que componen el grupo étnico, sólo algunos de ellos parecen ser hablantes de la lengua. Aunque existe un fuerte deseo de recuperar la cultura original, el futuro de la lengua no es halagüeño.
Los Totoroéz viven en el resguardo de Tororó, ubicado en el Municipio del mismo nombre, situado en la carretera que va de Popayán a La Plata (Huila). Desde el punto de vista lingüístico el totoró está cercano al Namtrik, cuyas variantes dialectales serían las lenguas de Guambía, Quizgo, Ambaló, Coconuco y Tororó, que conforman el grupo coconucano de la familia lingüística Barbacoa.